# Christianburg
Pour les articles homonymes, voir Linden.
Christianburg est un village de la région Haut-Demerara-Berbice et il se situe sur le fleuve Demerara.

## Histoire
Christianburg était à l'origine connue sous le nom de Stabroek. Il a ensuite été rebaptisé Christianburg en l'honneur du gouverneur Christian Finette, qui a joint son nom à celui de sa femme, dont le nom de famille était Burg.